# Affaire Bruno Fortier
L’affaire Bruno Fortier est une cause judiciaire portant sur le droit du travail et les droits fondamentaux de la Cour d'appel du Québec menant à une condamnation du gouvernement du Québec à payer des dommages punitifs au niveau le plus important de son histoire par une décision du plus haut tribunal de la province du 11 septembre 2015. L'arrêt Fortier de la Cour d'appel du Québec est une source de droit citée dans 28 décisions judiciaires au Québec depuis 2015 selon le relevé de CanLII.org et est aussi commenté par la doctrine et les bulletins d'information de plusieurs cabinets d'avocats depuis.     
La cause implique Bruno Fortier, un proche du 29e premier ministre du Québec de 2003 à 2012, Jean Charest, depuis leurs études au Séminaire de Sherbrooke et à l'Université de Sherbrooke. Ils sont tous deux gradués de la Faculté de droit.  
Les auditions de l'affaire ont débuté en 2008 par une commission parlementaire de l'Assemblée nationale du Quebec. tenue les 28 et 29 avril (a) en vertu d'un mandat d'initiave visant à étudier les motifs du rappel et du remplacement et du congédiement du Délégué général du Québec d'alors (de 2007 à 2008) à la mi-mars de la même année.  
Présidée par le député adéquiste de Chauveau Gilles Taillon, la commission se réunit pendant deux jours alors que Bruno Fortier est un ancien employé du gouvernement libéral et du ministère des Relations internationales du Québec (M.R.I.).  La commission de l'administration publique fait son rapport en juin 2008 et l'affaire résulte finalement en 2015,  par la condamnation la plus élevée de l'histoire de la province à payer à Bruno Fortier des dommages punitifs et moraux.  
Le M.R.I fait reposé son action diplomatique dans le monde par une doctrine Gérin-Lajoie, en extension de la théorie des deux couronnes au Québec. Ainsi, en première instance devant la Cour supérieure en 2012, la Procureure générale du Québec a plaidé l'exercice d'une prérogative royale pour justifier ses gestes et exonérer la ministre des Relations internationales de ses abus à l'endroit de Bruno Fortier .        
La jurisprudence retenait à ce jour la cause Roncarelli c. Duplessis de 1959 de la Cour suprême du Canada condamnait le premier ministre Maurice Dupplessis à verser des dommages de 25 000$. ce qui  annoncait la fin du duplessisme au Québec, Dans la présente affaire la Cour d'appel du Québec, le 11 septembre 2015, a condamné le gouvernement du Québec à verser à Bruno Fortier 75 000 $  en dommages moraux et punitifs. (b) 
Monique Gagnon-Tremblay ministre des Relations internationales du Québec  (le MRI) et Alain Cloutier.  son sous-ministre,  sont les témoins principaux de cette audition de première instance devant le juge Louis-Paul Cullen de la Cour supérieure du Québec qui a rendu  un jugement, le 5 février 2013, en exonérant le gouvernement et étant favorable en général à la position du gouvernement.
La Cour d'appel du Québec déterminera que le juge Cullen avait mimisé l'abus de droit commis par le MRI, une erreur de fait et de droit appliquant ainsi au premier jugement le plus sévère critère de revison judiciaire. (b)  
Deux extraits de l'arrêt peuvent être cités pour expliquer le contexte : 
paragraphe (115) de l'arrêt de la Cour d'appel du Québec du 11 septembre 2015   ''Malgré tout, il est à mon avis indéniable que les autorités du MRI ont non seulement porté atteinte à la dignité de l’appelant, mais elles ont également, par l’interdit d’accès à la résidence officielle, geste illégal et inopportun s’il en est un, amplifié et aggravé les inconvénients normaux que son congédiement emportait. Ce geste a semé un doute sérieux sur son intégrité. Il a ajouté sinon créé la controverse, en suscitant un questionnement totalement inutile""  
paragraphe [118] :    '' Non seulement une telle démarche aurait-elle permis de respecter les droits fondamentaux de l’appelant, mais encore, elle aurait évité de le placer dans un état de disgrâce aux yeux des médias et du public en général. Je ne peux m’empêcher de reprendre ici le commentaire d’un député adéquiste à la suite du remplacement de l’appelant, lequel illustre fort bien l’effet pervers de la décision de lui interdire l’accès à la résidence officielle, et les conséquences qui en ont découlé ''
L'arrêt unanime est rapportée dans le répertoire québécois Soquij et dans plusieurs autres moteurs de recherche juridiques du Québec et du Canada. Il est traduit en anglais et cité encore en 2019 dans la jurisprudence à 28 reprises .
Le dossier est un développement important en droit de l'emploi ainsi que pour les droits fondamentaux et les juristes spécialisés s'y intéressent de près:
En outre,  les bulletins d'information des cabinets juridiques Woods et Loranger, Marcoux,sont publiés en 2015 commentent l'arrêt de la Cour d'appel du Quebec (d) et (e). 
Bruno Fortier va collaborer à la rédaction d'un livre portant sur Robert Bourassa publié en octobre 2019 (h).

## Chronologie
- Avril 2003  chef du Parti libéral du Québec, Jean Charest devient premier ministre;
- Juin 2007 : comme premier ministre Jean Charest, est réélu mais comme chef d'un gouvernement minoritaire en mars 2007 et nomme par décret du conseil des ministres,  Bruno Fortier à titre de délégué général du Québec à New York;
- Novembre 2007 : Fortier dépose un projet de réorganisation administrative de la délégation du Québec à New York, qui est mal reçu à Québec[2].
- Janvier 2008 : une vérification administrative est ouverte par le ministère des relations internationales concernant un geste déplacé posé par Fortier envers un membre de la délégation.
- Février 2008 : au moins deux plaintes pour harcèlement psychologique sont déposées contre Fortier[3].
- Mars 2008 : rappelé et remplacé par la ministre des Relations internationales, Monique Gagnon-Tremblay. [réf. nécessaire]
- Mai 2008: La Commission parlementaire de l'administration de l'Assemblée nationale dans son rapport de juin 2008 blâme le ministère des Relations internationales pour sa gestion de cette affaire et son manque de documentation.
- Septembre 2008 . Le gouvernement libéral annonce, lors de la réunion organisée à Québec pour ses représentants, par la voix du délégué général du Québec à New-York Robert Keating,  le retrait de toute plainte.
- Septembre 2012 Le gouvernement libéral de Jean Charest est défait aux élections générales au Québec: Jean Charest et Monique Gagnon Tremblay se retirent de la politique.
- Novembre 2012: McCarthyTétreault, avocats,  annonce que Jean Charest compte par parmi ses associés;

- Septembre 2015: Le plus haut tribunal du Quebec, la Cour d'appel du Québec accorde des dommages de 75 000 $ en faveur de Bruno Fortier et juge grave la contravention aux droits fondamentaux faite par le gouvernement du Québec en 2008;

- Avril 2017 : Selon l'agence Q.M.I, , l'UPAC] a interrogé Bruno Fortier à son domicile en janvier 2016 en scrutant les relations entre Jean Charest et le développeur immobilier Marc Bibeau, rapporte notamment le Journal de Montréal (f);

- Référence: QCCA 1426 - Fortier c. Québec (Procureure générale)  : extraits de l'arrêt unanime de la formation de trois juges rédigé par le juge Jean-Francois Émond :